# 刘弘简
劉弘简（？—947年），他是十国南漢初代高祖皇帝劉龑的第十三子。
南漢高祖劉龑有19子，劉弘简为第十三子。生母不詳。大有五年（932年），刘弘简被封为同王。劉龑的第四子南汉第三代皇帝中宗劉晟即位。乾和五年（947年），刘弘简与哥哥刘弘弼、劉弘暐、弟弟刘弘建、刘弘济、刘弘道、刘弘照、刘弘益同日被中宗所杀。他们的女儿被中宗纳入后宫，儿子全被杀死。